# Emma Bergström-Andelius
Emma Andelius, född Bergström 18 januari 1862 i Persberg, Färnebo socken, död 26 mars 1956 i Stockholm, var en svensk hemslöjdspionjär.
Emma Andelius var dotter till bruksägaren Olof Bergström. Hon studerade bland annat vid Slöjdskolan i Stockholm och var därefter handarbetslärarinna vid olika flickskolor i staden. Andelius var särskilt verksam inom hemslöjden och var under en vistelse i Umeå 1906–1921 inspektris och ordförande i Umeå arbetsstuga. Under denna period upprättade hon även ett hemslöjdsmagasin och stiftade 1909 Västerbottens läns hemslöjdsförening, där hon även var den drivande kraften. Andelius deltog i utarbetandet av Mönsterbok för lapsk hemslöjd i Västerbottens län (1920) och utgav en uppskattad lärobok, Om lapska rotkorgar och deras bindning (1932). Hon samlade en stor samling av mönster av korsstygn från olika landskap som hon utgav i uppmärksammade mönsterböcker. Andelius tilldelades bland annat Västerbottens läns stora guldmedalj 1921, Illis quorum 1933 och Hazeliusmedaljen 1936.
Emma Bergström-Andelius var från 1902 gift med apotekaren i Umeå, senare Helsingborg Axel Fredrik Andelius.